# Rupert Grint
Rupert Alexander Lloyd Grint (Harlow, Essex, 1988. augusztus 24. –) brit színész és producer. 
Legemlékeztesebb alakítása Ron Weasley megformálása volt a Harry Potter-filmekben.

## Fiatalkora és családja
Watton-at-Stone-ban született, négy fiatalabb testvére van. Apja, Nigel Grint szuvenírkereskedő, korábban autóversenyző volt. Anyja, Jo Parsons háztartásbeli. Öccse James (1989), húgai: Georgina (1993), Samantha (1996) és Charlotte (1999). 
Mielőtt a Harry Potter-filmekben feltűnt a vásznon, csak iskolai darabokban és a helyi színjátszó csoportban (Top Hat Stage School) lépett fel. Kisgyerekként halat játszott egy Noé bárkája adaptációban.

## Színészi pályafutása
Harry Potter-rajongóként szeretett volna szerepet kapni a megfilmesítésben. Bemutatkozásként egy videót küldött magáról, amiben saját drámatanárának öltözve arról rappelt, hogy mennyire szeretné a szerepet. Az első film (Harry Potter és a bölcsek köve) után 2002-ben Alan A. Allen szerepét kapta a Thunderpants című angol vígjátékban. 2002-ben, 2004-ben és 2005-ben jelentek meg a további Harry Potter-részek: Harry Potter és a Titkok Kamrája, Harry Potter és az azkabani fogoly, Harry Potter és a Tűz serlege. A Mrs. Weasleyt alakító Julie Waltersszel együtt szerepelt a 2006 nyarán bemutatott Sofőrlecke című vígjáték-drámában.
A BBC 4 számára készült Baggy Trousers hangjátéksorozatban Nigel Molesworth hangját kölcsönözte. Pán Péter volt egy BBC-műsorban.
A 2009-ben bemutatott Eszetlenekben Malachyt játszotta. A következő évben a Rakoncátlan célpont című akcióvígjátékban egy Tony nevű szereplőt formált meg.
2010-ben és 2011-ben az utolsó két Harry Potter-filmben láthatták Ron szerepében a nézők.

## Magánélete
2012 júliusában, a londoni olimpia alkalmából abban a megtiszteltetésben részesült, hogy a Middlesex Egyetemről vihette az olimpiai lángot. Saját bevallása szerint nem egy gyors futó, de szerencséjére a sok érdeklődő és rajongó gyűrűjében nem is tudott volna nagyobb sebességre kapcsolni.
2020 májusában élettársa, Georgia Groome életet adott első gyermeküknek, Wednesday G. Grint-nek.

## Filmográfia

### Film

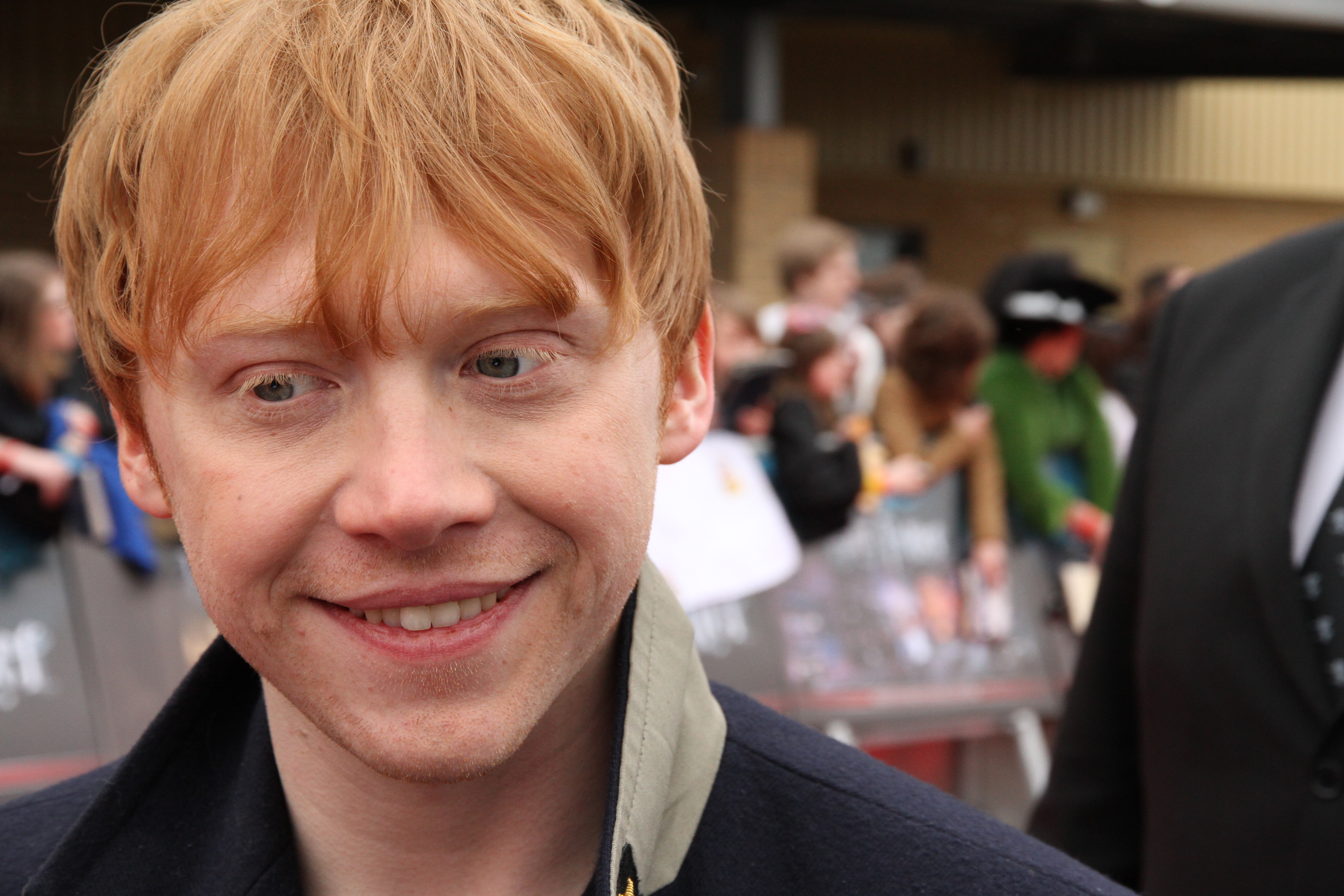
2012-ben

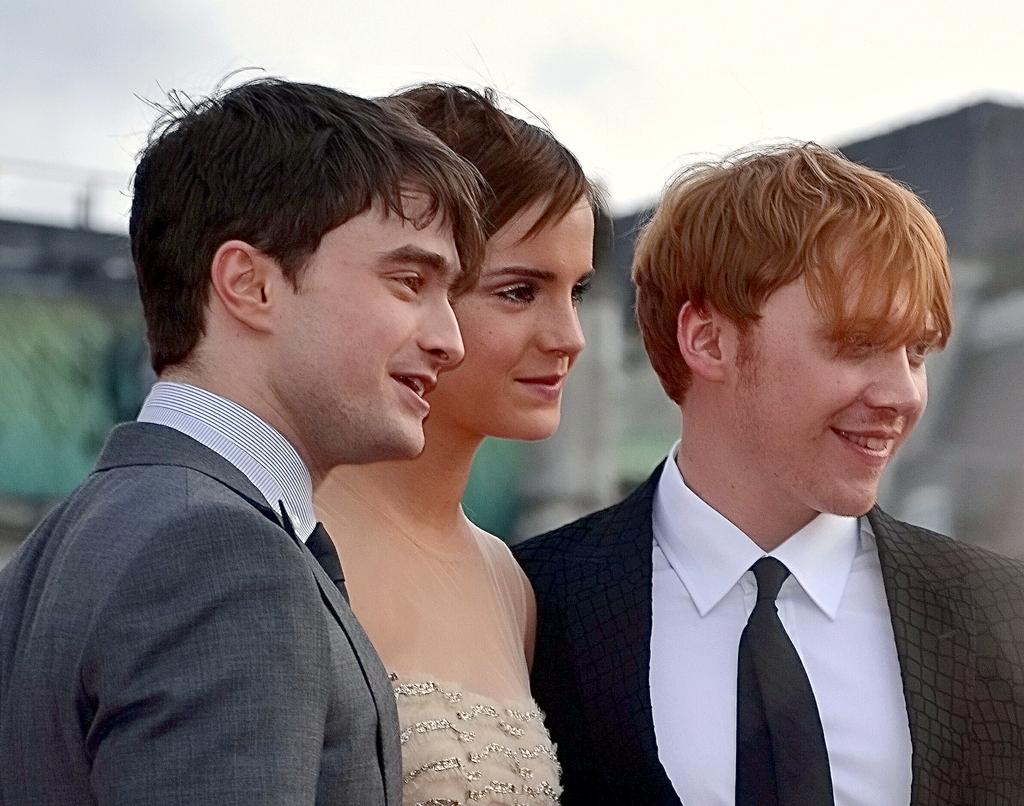
Szereplőtársaival, Daniel Radcliffe-fel és Emma Watsonnal a Harry Potter és a Halál ereklyéi – 2. rész 2011-es premierjén.

| Év   | Magyar cím                               | Eredeti cím                                  | Szerep           | Magyar hang  | Rendező                |
| ---- | ---------------------------------------- | -------------------------------------------- | ---------------- | ------------ | ---------------------- |
| 2001 | Harry Potter és a bölcsek köve           | Harry Potter and the Sorcerer's Stone        | Ron Weasley      | Berkes Bence | Chris Columbus         |
| 2002 | Harry Potter és a Titkok Kamrája         | Harry Potter and the Chamber of Secrets      | Ron Weasley      | Berkes Bence | Chris Columbus         |
| 2004 | Harry Potter és az azkabani fogoly       | Harry Potter and the Prisoner of Azkaban     | Ron Weasley      | Berkes Bence | Alfonso Cuarón         |
| 2005 | Harry Potter és a Tűz Serlege            | Harry Potter and the Goblet of Fire          | Ron Weasley      | Berkes Bence | Mike Newell            |
| 2006 | Sofőrlecke                               | Driving Lessons                              | Ben Marshall     | Berkes Bence | Jeremy Brock           |
| 2007 | Harry Potter és a Főnix Rendje           | Harry Potter and the Order of the Phoenix    | Ron Weasley      | Berkes Bence | David Yates            |
| 2009 | Harry Potter és a Félvér Herceg          | Harry Potter and the Half-Blood Prince       | Ron Weasley      | Berkes Bence | David Yates            |
| 2010 | Eszetlenek                               | Cherrybomb                                   | Malachy McKinney | Berkes Bence | Glenn Leyburn          |
| 2010 | Rakoncátlan célpont                      | Wild Target                                  | Tony             | Molnár Áron  | Jonathan Lynn          |
| 2010 | Rakoncátlan célpont                      | Wild Target                                  | Tony             | Zámbori Soma | Jonathan Lynn          |
| 2010 | Harry Potter és a Halál ereklyéi 1. rész | Harry Potter and the Deathly Hallows: Part 1 | Ron Weasley      | Berkes Bence | David Yates            |
| 2011 | Harry Potter és a Halál ereklyéi 2. rész | Harry Potter and the Deathly Hallows: Part 2 | Ron Weasley      | Berkes Bence | David Yates            |
| 2012 | A fehér sivatagban                       | Into the White                               | Robert Smith     | –            | Petter Naess           |
| 2013 | CBGB                                     | CBGB                                         | Cheetah Chrome   | Berkes Bence | Randall Miller         |
| 2013 | Halálos szerelem                         | Charlie Countryman                           | Carl             | Berkes Bence | Fredrik Bond           |
| 2013 | Csocsó-sztori                            | The Unbeatables                              | Amadeo (hangja)  | Berkes Bence | Juan José Campanella   |
| 2014 | Postás Pat – A mozifilm                  | Postman Pat: The Movie                       | Josh (hangja)    | Berkes Bence | Mike Disa              |
| 2015 | Holdjárók                                | Moonwalkers                                  | Jonny Thorpe     | Berkes Bence | Antoine Bardou-Jacquet |
| 2023 | Kopogás a kunyhóban                      | Knock at the Cabin                           | Redmond          | Berkes Bence | M. Night Shyamalan     |

### Televízió
| Év        | Magyar cím                                        | Eredeti cím                                       | Szerep                  | Megjegyzés                                                     |
| --------- | ------------------------------------------------- | ------------------------------------------------- | ----------------------- | -------------------------------------------------------------- |
| 2005      |                                                   | Happy Birthday Peter Pan                          | Pán Péter (hangja)      | dokumentumfilm különkiadás                                     |
| 2011      | Repülj velem!                                     | Come Fly with Me                                  | Önmaga                  | 1 évad (3. epizód)                                             |
| 2012      | Amerikai fater                                    | American Dad!                                     | Liam (hangja)           | 1 epizód                                                       |
| 2013      |                                                   | Super Clyde                                       | Clyde                   | próbaepizód                                                    |
| 2016      |                                                   | Tracey Ullman's Show                              | Önmaga                  | 1 évad (1. epizód)                                             |
| 2017      | Városi legendák                                   | Urban Myths                                       | August "Gustl" Kubizek  | 1 epizód                                                       |
| 2017–2018 | Blöff                                             | Snatch                                            | Charlie Cavendish-Scott | - főszereplő - vezető producer - magyar hangja: - Berkes Bence |
| 2017–2018 |                                                   | Sick Note                                         | Daniel Glass            | főszereplő                                                     |
| 2018      | Agatha Christie – ABC-gyilkosságok                | The ABC Murders                                   | Crome felügyelő         | - minisorozat - magyar hangja: - Berkes Bence                  |
| 2019–2023 |                                                   | Servant                                           | Julian Pearce           | főszereplő                                                     |
| 2022      | Harry Potter 20. évforduló: Visszatérés Roxfortba | Harry Potter 20th Anniversary: Return to Hogwarts | Önmaga                  | Televíziós különkiadás                                         |
| 2022      | Guillermo del Toro: Rémségek tára                 | Guillermo del Toro's Cabinet of Curiosities       | Walter Gilman           | - 1 epizód - magyar hangja: - Berkes Bence                     |

## Díjak és jelölések
- jelölés – British Critics Circle for Best Newcomer
- díj – Satellite Award for Outstanding New Talent
- jelölés – Empire Award for Best Debut
- díj – Young Artist Award for Most Promising Newcomer
- jelölés – Young Artist Award for Best Ensemble in a Feature Film
- jelölés – Phoenix Film Critics Society Award for Best Acting Ensemble
- jelölés – MTV Movie Awards for Best On-Screen Team
- díj – UK Hottie of the Year for Hottest Hottie